# Sangiovese di Aprilia
Il Sangiovese di Aprilia è un vino DOC la cui produzione è consentita nelle province di Latina e Roma.

## Caratteristiche organolettiche
- colore: rosato più o meno carico.
- odore: vinoso con profumo caratteristico.
- sapore: asciutto, armonico.

## Produzione
Provincia, stagione, volume in ettolitri
- Latina  (1990/91)  1491,49
- Latina  (1991/92)  1959,23
- Latina  (1992/93)  2186,1
- Latina  (1993/94)  2501,63
- Latina  (1994/95)  2422,42
- Latina  (1995/96)  95,34
- Latina  (1996/97)  306,11